# Motivierung
Motivierung ist ein Fachbegriff aus der Erzähltheorie.

## Motivierung auf der Ebene des Geschehens
Auf der Ebene des Geschehens in einer Erzählung wird zwischen einer „kausalen“ und einer „finalen“ Motivierung unterschieden.
Bei der kausalen Motivierung kommt das Ursache-Wirkung-Prinzip zum Tragen, d. h. eine Entwicklung oder Handlung hat eine klare Ursache.
Bei der finalen Motivierung kommt die Vorsehung ins Spiel, d. h. beispielsweise, dass ein Zusammentreffen bestimmter Figuren keine kausale Ursache hat, sondern auf ein Ziel hin sinnvoll angelegt erscheint.